# حصار السفارة الإيرانية

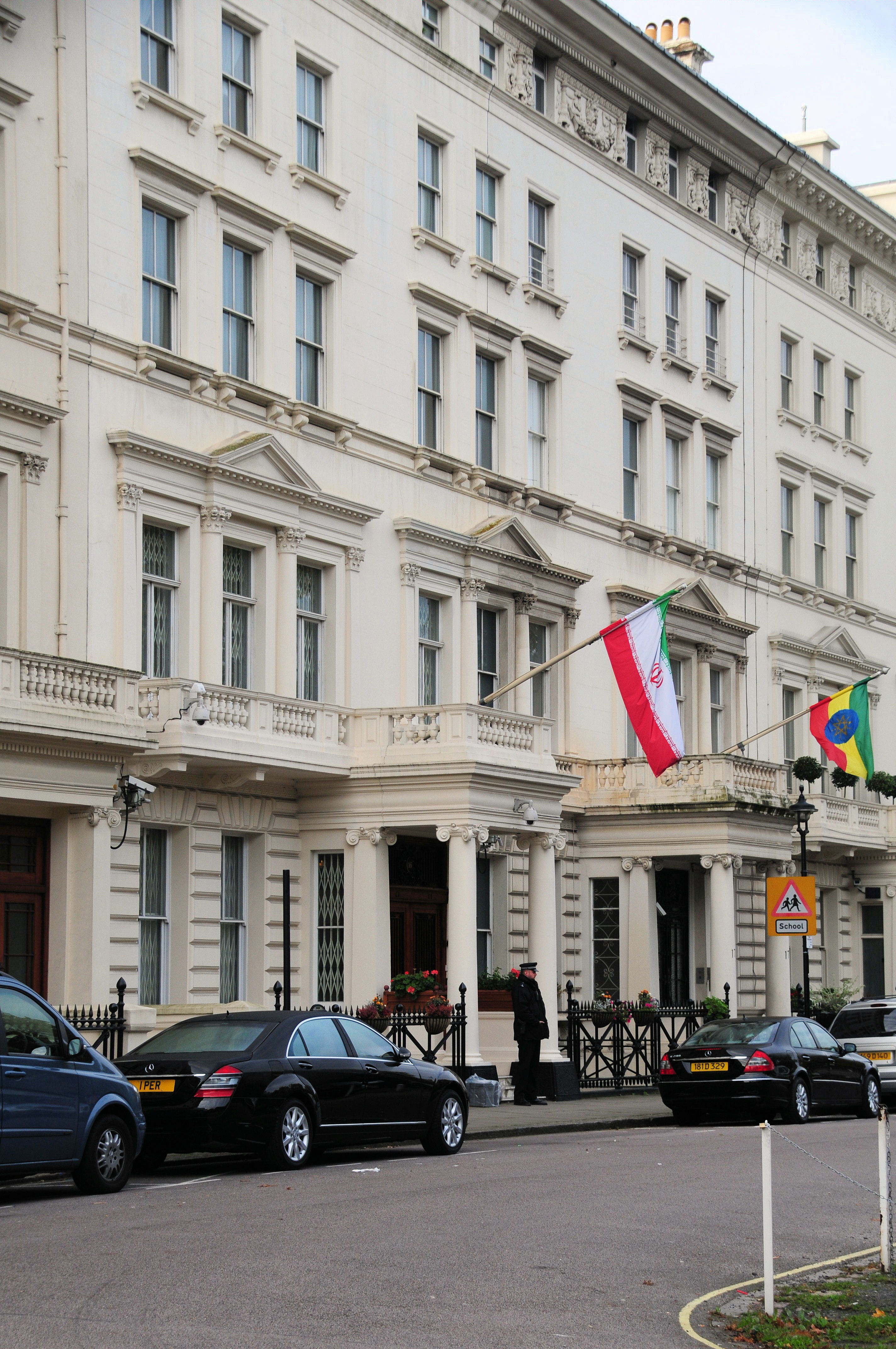
السفارة الإيرانية في لندن عام 2008م.

حدث حصار السفارة الإيرانية في لندن (بالإنجليزية: Iranian Embassy siege) في تاريخ 30 أبريل إلى 5 مايو عام 1980م، عندما اقتحم ستة مسلحون من الجبهة العربية لتحرير الأحواز مبني السفارة الإيرانية في لندن في ساوث كنزنغتون واحتجزوا 26 رهينة. وقد هددوا بقتلهم إن لم تسلم بريطانيا 91 سجينًا سياسيا من عرب أحوازيين في السجون الإيرانية، كما طلبوا من سفراء الدول العربية التوسط مع إيران ومن أجل السيادة الوطنية العربية في منطقة خوزستان الجنوبية الإيرانية، إلا أن رئيسة الوزراء البريطانية مارغريت ثاتشر أمرت بتنفيذ عملية عسكرية لتحرير الرهائن. وبدأت العملية الهجومية بعد 9 أيام من المفاوضات المتعثرة، وكانت الحصيلة خمسة قتلى من المسلحين، وإصابة جندي من المخابرات البريطانية الجوية وقتل أحد الرهائن.

## خلفية

### الدوافع
كان محتجزو الرهائن عربًا إيرانيين وأعضاء في الجبهة الديموقراطية الثورية لتحرير عربستان (المعروفة اختصارًا باسم DRFLA)، وكانوا يسعون لإقامة دولة عربية مستقلة في المنطقة الجنوبية لمحافظة خوزستان الإيرانية التي تضم أقلية عربية. بعد تطويرها من قبل شركات متعددة الجنسيات في عهد الشاه، أصبحت المناطق الجنوبية -الغنية بالنفط- من محافظة خوزستان مصدرًا أساسيًا للثروات الإيرانية.
وفقًا لأوان علي محمد، كان قمع حركة السيادة العربية الشرارة الرئيسية التي أججت الرغبة بمهاجمة السفارة الإيرانية في لندن. استوحيت خطة حصار السفارة من أزمة رهائن إيران التي وقعت بتاريخ 4 نوفمبر 1979، والتي احتجز خلالها مؤيدو الثورة الإسلامية موظفي السفارة الأمريكية في طهران كرهائن.

### الوصول إلى لندن
وصل أوان وثلاثة أعضاء آخرين في الجبهة الديموقراطية الثورية لتحرير عربستان إلى لندن بتاريخ 31 مارس 1980 مستخدمين جوازات سفر عراقية، واستأجروا شقة في إيرلز كورت غربي لندن. زعم الإيرانيون العرب الأربعة بأنهم التقوا صدفة خلال الرحلة. تزايد عدد أعضاء المجموعة خلال الأيام القليلة التالية، حتى وصل عدد المتواجدين في الشقة نفسها إلى 12 رجلًا.

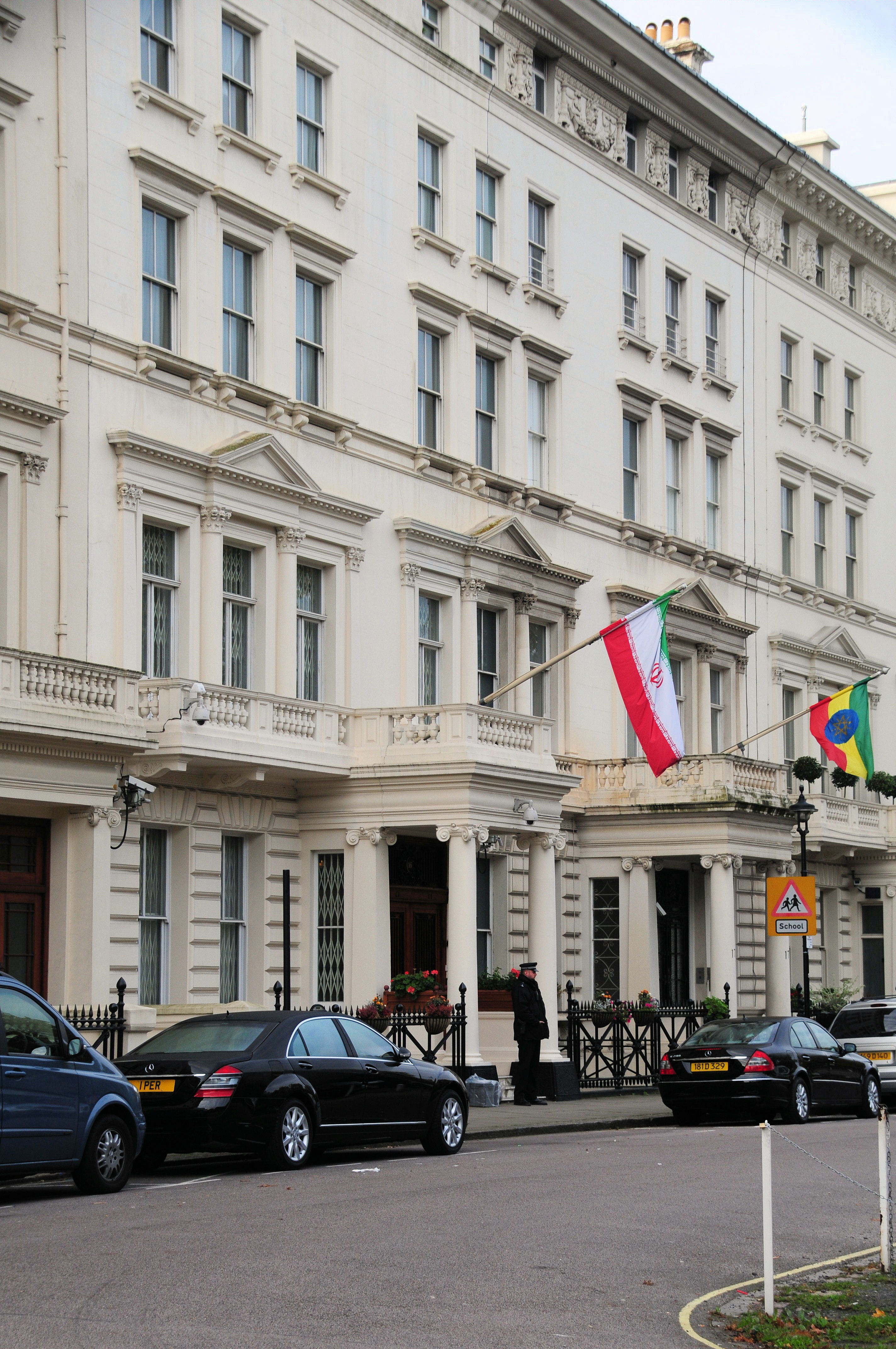
واجهة السفارة الإيرانية في لندن، عام 2008.

كان أوان محمد علي في السابعة والعشرين من عمره عندما أقدم على حصار السفارة الإيرانية في لندن. درس أوان، ابن محافظة خوزستان، في جامعة طهران حيث أصبح ناشطًا سياسيًا، وتعرض للاعتقال من قبل السافاك (منظمة المخابرات والأمن القومي التي كانت بمثابة شرطة سرية تابعة للشاه)، وأصيب بعدة ندوب ادعى أنها ناتجة عن تعرضه للتعذيب في المعتقل. أما بقية أعضاء المجموعة فهم: شاكر عبد الله راضيل، نائب أوان، والمعروف باسم «فيصل»، والذي سبق له أيضًا الادعاء بتعرضه للتعذيب على يد قوى السافاك، وشاكر سلطان سعيد، أو «حسن»، وثيمير محمد حسين، أو «عباس»، وفوزي بادوي نجاد، أو «علي»، ومكي حنون علي، أصغر أفراد المجموعة والذي كان يعرف باسم «مكي».
بتاريخ 30 أبريل 1980، أبلغ أفراد المجموعة صاحب الشقة المستأجرة بعزمهم السفر إلى برستل لمدة أسبوع واحد، والعودة بعدها إلى العراق، وأكدوا له أنهم لا يرغبون بتجديد عقد أجار الشقة، وشرعوا بعمليات إرسال متاعهم إلى العراق. غادر أفراد المجموعة المبنى في الساعة 09:30 من نهار الأربعاء 30 نيسان 1980، وكانت وجهتمهم الأولية غير معروفة. جمعوا في طريقهم نحو السفارة الإيرانية مجموعة من الأسلحة النارية (بما في ذلك مسدسات وبنادق رشاشة) وذخيرة وقنابل يدوية. يُعتقد بأن الأسلحة التي جمعها أفراد المجموعة كانت سوفيتية الصنع، وهُربت إلى المملكة المتحدة داخل حقيبة دبلوماسية تابعة للبعثة العراقية. قبل دقائق قليلة من الساعة 11:30، وبعد ساعتين تقريبًا من إخلاء شقتهم في شارع ليكشام غاردينز في ساوث كنزنغتون، وصل الرجال الستة إلى محيط السفارة الإيرانية في لندن.
وفقًا لدراسة أكاديمية أجريت في عام 2014 حول الحرب الإيرانية العراقية (التي اندلعت في وقت لاحق من عام 1980)، جندت الحكومة العراقية ودربت أفراد المجموعة كجزء من حملة تخريبية استهدفت إيران وتضمنت رعاية ودعم العديد من الحركات الانفصالية.

## الحدث
في الساعة 11:30 من صباح الثلاثين من أبريل عام 1980م، اقتحم ستة مسلحون مبني السفارة الإيرانية بشارع نايت بريج في لندن واحتجزوا كل من بها رهائن، بينما تمكن ثلاثة من الفرار.
وقد اتضح أن المقتحمون كانوا ينتمون إلي إقليم خوزستان في إيران، وقيل إنهم كانوا ينتمون إلى تنظيم سياسي في خوزستان. وتم تجنيدهم وتدريبهم من جانب النظام العراقي السابق للقيام بالهجوم. وتمكن هؤلاء الإرهابيون الستة في دخول لندن بجوازات سفر عراقية. وقد استخدموا في الهجوم الأسلحة الأتوماتيكية والقنابل اليدوية.
واحتجزوا 26 رهينة: 17 شخص من أعضاء السفارة و 8 من المراجعين وشرطي السفارة. كما كان من بين الرهائن اثنان من موظفي هيئة الإذاعة البريطانية وصحفيان. هددوا الارهابيون بإعدام الرهائن إذا لم يتم إجابة مطالبهم.

## مطالب المقتحمين
أعلن المسلحون مطالبهم عبر قناة بي بي سي:
«نحن نطالب بالإفراج عن 91 سجينًا سياسيا من عرب أهوازيين في سجون إيران. وان الحكومة الإيرانية لديها 24 ساعة من الوقت لإطلاق سراح هؤلاء الأشخاص وإحضارهم بطائرة إلى لندن. وعندما وصلت هذه الطائرة إلى لندن، سنطير مع الرهائن إلى عاصمة عربية في الشرق الأوسط، ومن هناك سيتم إطلاق سراح الرهائن.»
كما طالبوا بالحصول علي حكم ذاتي لإقليم خوزستان، واعتراف رسمي إيراني باستقلال الإقليم.
كما طلب المسلحون حضور أحد دبلوماسي الدول العراق أو الجزائر أو الأردن في المفاوضات. لكن حتى نهاية الحصار لم يوافق أي من دبلوماسيين هذه الدول القيام بذلك.
وقد أعلنت الحكومة الإيرانية على الفور أنها لن تتفاوض مع المسلحین. ومن ناحية أخرى، أعلنت حكومة المملكة المتحدة أنها لن تُسمح لهم بمغادرة الأراضي البريطانية.

## تدخل القوات البريطانية
بعد مضي ستة أيام من احتلال السفارة نجحت الجهود الدبلوماسية في الإفراج عن 5 من المختطفين على مدى هذه الأيام. لكن أثر قيام المسلحين بقتل أحد الرهائن في الخامس من مايو/أيار امرت رئيسة الوزراء البريطانية السابقة مارغريت ثاتشر القوات الخاصة SAS باقتحام السفارة. فهاجمت قوة مكونة من 30-35 جندى قوات خاصة المبنى، وتمكنت في 14 دقيقة من إنقاذ 19 شخصاً، لكن قتل المقتحمون أحد الرهائن وأصيب بجروح خطيرة اثنين آخرون خلال الغارة. في حين قتلت قوات ال SAS كل المسلحين ماعدا واحد منهم الذي استسلم.
فكان فوزي بدوي نجاد هو المسلح الوحيد الذي نجا من الغارة. حين تعرف أحد ضباط القوات الخاصة على هويته جره بعيدا، يُزعم أنه كان ينوي إعادته إلى المبنى وإطلاق النار عليه. وبحسب ما ورد أنه توقف عندما أُشير إليه أن العملية تذاع على التلفاز.

## المحاكمة
في عام 1981 اعترف فوزي بدوي نجاد الناجي الوحيد من المقتحمين في المحكمة امام القاضي بأنه قد خدع في بغداد وهو الآن آسف لما فعله. وقال إن ضابطًا في حزب البعث العراقي يدعى سامي محمد علي كان قائما على توجيه العملية في بغداد وتنظيم المجموعة في لندن.
اصدرت المحكمة البريطانية حكماً بالسجن المؤبد بحقه بعد أن ادانته بتهم التآمر على القتل وامتلاك أسلحة نارية.
في نوفمبر 2008 تم إطلاق سراحه لكن لم يتم تسليمه إلى إيران. وقد سمحت الحكومة له بالإقامة في المملكة المتحدة على نفقة الدولة.